# Saint-Pierre-sur-Doux
Saint-Pierre-sur-Doux település Franciaországban, Ardèche megyében. Lakosainak száma 110 fő (2022. január 1.). Saint-Pierre-sur-Doux Lalouvesc, Rochepaule, Saint-André-en-Vivarais, Saint-Julien-Vocance, Saint-Symphorien-de-Mahun és Saint-Bonnet-le-Froid községekkel határos.

## Népesség
A település népessége az elmúlt években az alábbi módon változott:
| Lakosok száma | 218  | 107  | 98   | 99   | 108  | 107  | 107  | 109  | 112  | 110  |
|               | 1968 | 1982 | 1990 | 2006 | 2013 | 2015 | 2017 | 2019 | 2020 | 2022 |